# Bách khoa toàn thư

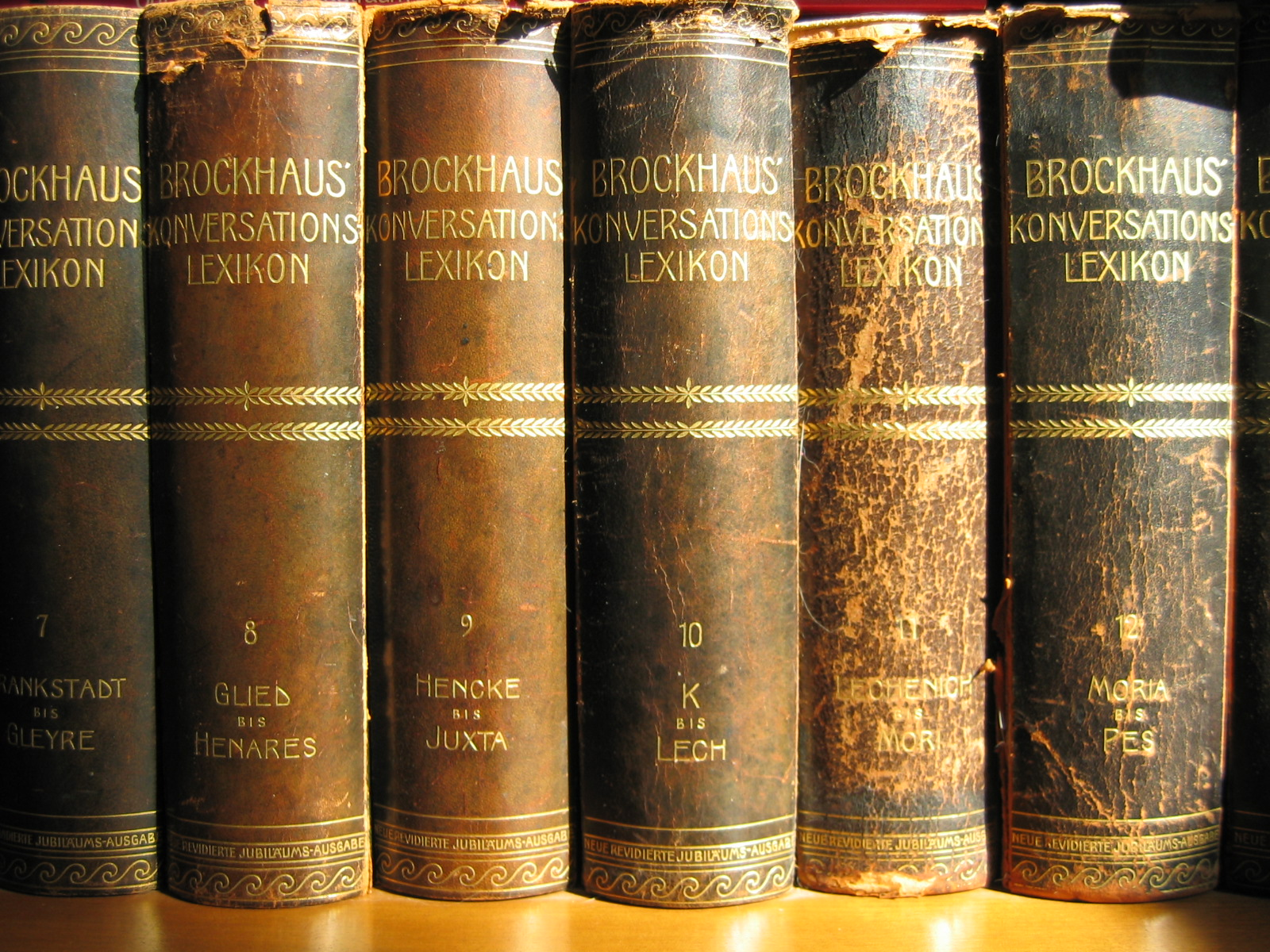
Brockhaus Konversations-Lexikon năm 1902

Bách khoa toàn thư là bộ sách tra cứu về nhiều lĩnh vực kiến thức nhân loại. Bách khoa toàn thư là bộ sách tra cứu kiến thức tổng quát trên nhiều lĩnh vực kiến thức khác nhau (ví dụ Encyclopædia Britannica bằng tiếng Anh và Brockhaus bằng tiếng Đức là những bộ khá nổi tiếng), hoặc có thể là bộ sách tra cứu chuyên sâu về một lĩnh vực nào đó (ví dụ như bách khoa toàn thư về y học, triết học, hoặc luật). Cũng có những bộ bách khoa toàn thư đề cập đến nhiều chủ đề khác nhau trên một góc độ văn hóa, sắc tộc, hay quốc gia nhất định, ví dụ như bộ Đại Bách khoa thư Xô Viết. Tên gọi của bách khoa toàn thư trong tiếng Anh "encyclopedia" bắt nguồn từ từ tiếng Hy Lạp cổ đại εγκύκλιος (có nghĩa là "phổ biến rộng rãi") và παιδεία (có nghĩa là "giáo dục"), hàm nghĩa là "kiến thức phổ thông/đại chúng".
Bách khoa toàn thư đã tồn tại khoảng 2.500 năm và đã phát triển đáng kể trong thời gian đó liên quan đến ngôn ngữ (được viết bằng ngôn ngữ quốc tế hoặc ngôn ngữ địa phương), kích thước (ít hoặc nhiều tập), ý định (trình bày kiến thức toàn cầu hoặc giới hạn), nhận thức văn hóa (có thẩm quyền, ý thức hệ, mô phạm, thực dụng), quyền tác giả (trình độ, phong cách), độc giả (trình độ học vấn, nền tảng, sở thích, khả năng) và các công nghệ có sẵn để sản xuất và phân phối (bản thảo viết tay, sách nhỏ hoặc sách in lớn, phổ biến internet). Là một nguồn thông tin đáng tin cậy được biên soạn bởi các chuyên gia, các phiên bản in của Bách khoa toàn thư luôn có một vị trí nổi bật trong các thư viện, trường học và các tổ chức giáo dục khác.
Có hai phương pháp chính xây dựng bách khoa toàn thư: phương pháp trong đó các mục từ được sắp xếp theo thứ tự trong bảng chữ cái, hoặc phương pháp theo thể loại chủ đề . Phương pháp đầu là phổ biến nhất, đặc biệt đối với những bộ trình bày kiến thức phổ thông.

## Những công trình bách khoa toàn thư đầu tiên

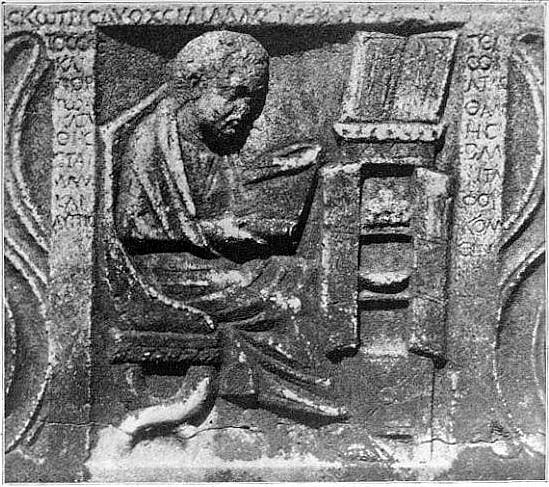
Một người La Mã đang đọc cuộn sách. Từ một cỗ quan tài trong khu vườn của Villa Balestra, Roma

Ý tưởng tập hợp mọi kiến thức của thế giới vào trong tầm tay tại một nơi nhất định có từ thời Thư viện Alexandria và Pergamon cổ đại. Nhiều tác giả thời cổ đại (như Aristotle) đã cố gắng tập hợp lại toàn bộ kiến thức của nhân loại. Một trong những soạn giả bách khoa thư cổ đáng chú ý nhất là Pliny già (thế kỷ thứ nhất Công nguyên) đã viết bộ Naturalis historia (Lịch sử tự nhiên), gồm 37 tập về thế giới tự nhiên và trở nên cực kỳ phổ biến ở Tây Âu trong suốt thời kỳ Trung cổ.
Hoàng đế Trung Quốc Thành Tổ nhà Minh đã trực tiếp trông coi việc biên soạn bộ Vĩnh Lạc đại điển (永樂大典), là một trong những bộ bách khoa thư lớn nhất trong lịch sử, được hoàn thành vào năm 1408 và bao gồm hơn 11.000 tập viết tay, nhưng trong số đó chỉ có 400 tập còn tồn tại đến ngày nay.
Trong triều đại tiếp theo, hoàng đế Trung Quốc Càn Long nhà Thanh đã sáng tác 40.000 bài thơ rồi đưa vào trong một thư viện 4 khu với 4,7 triệu trang viết cùng với hàng ngàn bài luận. Bộ Tứ khố toàn thư (四庫全書) có thể sánh với bách khoa thư kiểu phương Tây.
Việc biên soạn kiến thức Hồi giáo thời kỳ đầu vào thời Trung cổ đã tạo ra nhiều công trình toàn diện, và có một số đóng góp mà ngày nay chúng ta gọi là phương pháp khoa học, phương pháp lịch sử và phương pháp trích dẫn. Những công trình đáng kể bao gồm bách khoa thư khoa học của Abu Bakr al-Raziel, bộ Mutazilite gồm 270 quyển rất phong phú về nội dung của Al-Kindi, và bách khoa thư y học của Ibn Sina là một công trình tham khảo có giá trị hàng thế kỷ. Cũng phải kể tới các tác phẩm về lịch sử vạn vật (hay còn gọi là xã hội học) của Asharites, al-Tabri, al-Masudi, Ibn Rustah, al-Athir và Ibn Khaldun, trong đó bộ Muqadimmah đề cao nguyên tắc mà ngày nay hoàn toàn tiếp tục được áp dụng, đó là phải luôn luôn thận trọng kiểm chứng mọi kết luận trong các bài viết. Những học giả này có một ảnh hưởng đáng kể đối với các phương pháp nghiên cứu và biên soạn, một phần do thông lệ isnad của Hồi giáo nhấn mạnh sự trung thực so với bài viết gốc, cũng như việc kiểm chứng nguồn tham khảo, và việc luôn đặt lại vấn đề khi nghiên cứu.

## Bách khoa thư hiện đại

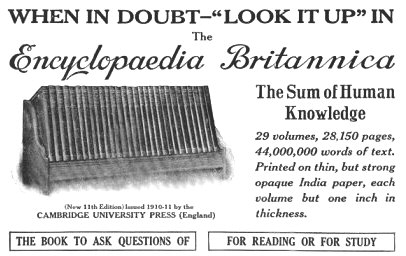
Quảng cáo năm 1913 của Encyclopædia Britannica.

Ý tưởng hiện đại về việc xây dựng các bộ bách khoa thư dưới dạng in, đa dụng và phân phối rộng rãi xuất hiện ngay trước thời Denis Diderot và các soạn giả bách khoa thư thế kỷ thứ 18.
Mặc dù John Harris được coi là người đã định khổ sách mà ngày nay đã trở nên phổ biến cho bách khoa thư từ năm 1704 với bộ Lexicon technicum, thực tế ngay từ năm 1646, thầy thuốc và triết gia người Anh Thomas Browne đã đặc biệt dùng từ encyclopaedia trong lời tựa cho tác phẩm của mình là Pseudodoxia Epidemica hay Vulgar Errors (Các lỗi thông thường). Browne đã cấu trúc bách khoa thư của mình dựa trên lược đồ có tiếng một thời của thời kỳ Phục hưng, lược đồ này gọi nôm na là 'nấc sáng tạo' tức là theo như kiểu leo bậc thang từ thế giới khoáng vật đến thế giới thực vật, động vật, con người, hành tinh và cuối cùng là thế giới vũ trụ. Bộ sách tập hợp những lỗi thông thường vào thời đó được Browne liệt kê đã trở thành bách khoa thư gia đình phổ biến đầu tiên ở Anh. Sự phổ biến của nó được khẳng định thông qua việc nó được tái bản ít nhất là năm lần, mỗi lần đều có sửa chữa và bổ sung, lần xuất bản cuối cùng là vào năm 1672. Pseudodoxia Epidemica cũng xuất hiện trong tủ sách của nhiều học giả châu Âu trong suốt cuối thế kỷ 17 và đầu thế kỷ 18. Nó được dịch sang tiếng Pháp, tiếng Hà Lan và tiếng Đức cũng như tiếng La tinh. Vì vậy nó được coi là những cuốn sách hữu dụng nhất cho người đọc.
Ephraim Chambers xuất bản tác phẩm Cyclopaedia vào năm 1723. Bản dịch tiếng Pháp của nó trở thành nguồn cảm hứng cho việc ra đời bộ Encyclopédie, có lẽ là bách khoa thư sớm đạt được thành công nhất, do Jean le Rond d'Alembert và Denis Diderot biên soạn và hoàn thành vào năm 1772 bao gồm 28 tập, 71.818 đề mục, 2.885 hình minh họa. Bộ Encyclopædia Britannica nổi tiếng xuất hiện một cách khiêm tốn lúc ban đầu ở Scotland: từ năm 1768 đến 1797 chỉ có ba ấn bản.
Những năm đầu của thế kỷ 19 chứng kiến sự thăng hoa của các bách khoa thư xuất bản ở Anh, châu Âu và Mỹ. Ở Anh bộ Rees's Cyclopaedia (1802–1819) chứa đựng một lượng thông tin khổng lồ về những cuộc cách mạng khoa học và công nghiệp thời kỳ đó. Điểm nổi bật của những ấn bản này là những hình minh họa chất lượng cao do những nhà chạm khắc như Wilson Lowry tạo ra, và các hình nghệ thuật do những chuyên gia như John Farey, Jr. phác họa. Nhiều bộ bách khoa thư xuất bản ở Scotland, là kết quả của thời kỳ Khai sáng Scotland, do nền giáo dục ở đây có chất lượng trung bình cao hơn hẳn những vùng còn lại ở Anh.
Encyclopædia Britannica xuất hiện dưới nhiều ấn bản xuyên suốt thế kỷ, cùng với sự phát triển của giáo dục đại chúng và các học viện Mechanics Institutes ở Anh, Hiệp hội phổ biến kiến thức hữu dụng tiên phong cho ra đời các Penny Cyclopaedia (Bách khoa ba xu), tên này có nghĩa là các số được phát hành hằng tuần và với giá rẻ như báo chí thông thường.
Vào thế kỷ thứ 20, Encyclopædia Britannica đạt đến lần tái bản thứ mười lăm, và những bách khoa thư giá rẻ như Bách khoa thư Harmsworth và Everyman's Encyclopaedia (Bách khoa thư cho mọi người) trở nên phổ biến.

Biểu tượng Wikipedia.

Gần đây có nhiều bách khoa toàn thư cũng được xuất bản trực tuyến, Wikipedia là một ví dụ.
Bách khoa thư truyền thống thường được soạn bởi các soạn giả có trình độ hàn lâm. Tuy nhiên với Wikipedia thì lại khác, dự án này bắt đầu từ năm 2001 với mục đích là tạo ra một bách khoa thư mở đối với tất cả mọi người. Bất kỳ ai cũng đều có thể sửa chữa, bổ sung văn bản, hình ảnh và âm thanh trên đó. Nội dung của nó tuân theo giấy phép bản quyền công cộng (copyleft) tự do (GFDL). Đến năm 2004 dự án đã có tổng cộng hơn một triệu mục từ với hơn 80 ngôn ngữ khác nhau.

## Việc biên soạn bách khoa thư
Cấu trúc phân cấp và bản chất luôn thay đổi của bách khoa thư đặc biệt thích hợp khi lưu trữ trên đĩa máy tính hoặc trực tuyến, và đến cuối thế kỷ thứ 20 phần lớn những bách khoa thư quan trọng đều chuyển sang những phương pháp lưu trữ này. Việc xuất bản trên đĩa (tiêu biểu là đĩa CD-ROM) có lợi thế là chi phí sản xuất rẻ và rất tiện mang đi lại. Ngoài ra, chúng có thể chứa đựng các phương tiện không thể có được trên bản in như hoạt hình, âm thanh, và video. Siêu liên kết giữa các mục có liên quan về mặt nội dung cũng là một lợi thế nữa. Các bách khoa thư trực tuyến có lợi thế ở điểm năng động: các thông tin mới cho vào có thể được xem ngay tức thì, mà không phải chờ đến khi ra ấn bản tĩnh (trong trường hợp in trên giấy hoặc đĩa).
Thông tin trên một bách khoa thư in cần có một cấu trúc phân cấp nào đó, và thông thường thì các đề mục được sắp xếp theo thứ tự trong bảng chữ cái. Tuy nhiên với định dạng lưu trữ điện tử động, việc áp đặt một cấu trúc định sẵn là hoàn toàn không cần thiết. Thay vào đó, hầu hết các bách khoa thư điện tử cho phép sắp xếp các đề mục bằng nhiều cách khác nhau, kể cả theo chủ đề lẫn theo thứ tự trong bảng chữ cái.

## Danh sách các bách khoa thư

### Những bách khoa thư và soạn giả có tiếng trước năm 1700
- Lịch sử tự nhiên của Pliny, 77. Rất có ảnh hưởng vào thời Trung cổ.
- Institutiones của Cassiodorus, 560. Bách khoa thư Cơ đốc giáo đầu tiên.
- Etymologiae của thánh Isidore of Seville, 636. Bách khoa thư Cơ đốc giáo, có ảnh hưởng nhất đầu thời kỳ Trung cổ.
- Adab al-kātib (Sách kiến thức) của Ibn Qutayba (828-889). Công trình Ả Rập sớm nhất được coi là bách khoa thư.
- Bibliotheke của Patriarch Photios (thế kỷ thứ 9). Công trình La Mã phương Đông (Byzantine) sớm nhất được gọi là bách khoa thư.
- Hrabanus Maurus, 842. De rerum naturis (Về bản chất sự vật). Xuất phát từ công trình của Isidore.
- Suda (thế kỷ thứ 10).
- Bartholomeus de Glanvilla, De proprietatibus rerum, 1240. Bách khoa thư được đọc và trích dẫn nhiều nhất vào cuối thời Trung cổ.
- Vincent de Beauvais, Speculum Majus, 1260. Bách khoa thư tham vọng nhất vào cuối thời Trung cổ với 3 triệu từ mục.
- Vĩnh Lạc đại điển (1403-1408). Bách khoa thư sớm nhất của Trung quốc.
- Theodor Zwinger (1533-1588), Theatrum Vitae Humanae, 1588.
- Louis Moréri The Great Historical Dictionary, 1671.
- Pierre Bayle Historical and Critical Dictionary, 1695.
- Vincenzo Coronelli xuất bản Biblioteca Universale Sacro-Profana vào đầu thế kỷ thứ 18, bách khoa toàn thư đầu tiên theo phương pháp sắp theo thứ tự trong bảng chữ cái.
- John Henry Alsted
- John Jacob Hoffman

### Những bách khoa thư xuất bản từ năm 1700-1800
- Lexicon technicum (1704)
- Cyclopaedia, or Universal Dictionary of Arts and Sciences (1723 và các ấn bản sau; thường được gọi là Chambers's Cyclopaedia)
- An Universal History of Arts and Sciences (1745)
- Encyclopaedia Britannica (1771, ấn bản lần thứ 2 và 3 năm 1800)
- Encyclopaedia Perthensis (1796-1806, ấn bản lần thứ 2 năm1816)

#### Bách khoa toàn thư tiếng Pháp
- Encyclopédie (1751–1772)
- Encyclopédie Méthodique (Bách khoa thư có phương pháp)
- Grand dictionnaire universel du XIXme siècle (Đại từ điển phổ thông thế kỷ 19) của Pierre Larousse
- Nouveau Petit Larousse Illustre của Claude Auge

#### Bách khoa thư tiếng Đức
- Grosses vollstandiges Universal-Lexicon (1751-1754)
- Conversations Lexikon mit vorzuglicher Rucksicht auf die gegenwärtigen Zeiten (1796-1808; xem Brockhaus)

### Những bách khoa thư được xuất bản từ năm 1800-1900
- Rees's Cyclopaedia (1802-1819)
- Encyclopædia Britannica (ấn bản lần 4-9 đến năm 1900)
- Edinburgh Encyclopaedia (1808)
- British Encyclopaedia (1809)
- Encyclopaedia Londinensis (1810)
- Pantologia (1813)
- Encyclopaedia Metropolitana (1817-1845)
- Penny Cyclopaedia (1833-1846)
- English Encyclopaedia (1854-1862, phụ lục 1869-1873)
- Chambers's Encyclopaedia (1860-1868; không liên hệ gì với Chambers's Cyclopaedia thế kỷ 18)

#### Những bách khoa thư đặc biệt
- Engineer's and Mechanic's Encyclopaedia (1836/1837 ấn bản lần 2: 1849; thường được gọi là Bách khoa thư Hebert)
- Cyclopaedia of Useful Arts and Manufactures (1852; thường được gọi là Bách khoa thư Tomlinson)
- A Dictionary of Greek and Roman Antiquities (1842)

#### Bách khoa thư của Mỹ
- New American Encyclopaedia (1858-1863 phụ lục hằng năm đến năm 1902)
- American Encyclopaededia (1873-1876)
- New Universal Encyclopaedia (1875-1877)
- Johnson's Universal Encyclopaedia (1893-1895)
- Encyclopedia Americana (1839-1847)
- International Encyclopaedia (1884-1898)

#### Bách khoa thư tiếng Đức
- Ökonomische Encyklopädie (Hệ thống tổng quan tiểu bang, thành phố, nhà cửa và nông nghiệp) Biên tập viên D. Johann Georg Krünitz (242 tập 1773-1858)
- Brockhaus (xuất bản lần 1-14 đến năm 1900)
- Pierers Universal-Lexikon (1824-1836; xuất bản lần 7: 1888-1893)
- Meyers Konversations-Lexikon (1839-1855; xuất bản lần 5: 1893-1897)
- Herders Konversations-Lexikon (1854-1857; xuất bản lần 2: 1875-1879)

### Những bách khoa thư được xuất bản từ năm 1900-2000
- Encyclopædia Britannica (xuất bản lần 10-16 đến năm 2000)
- Harmsworth's Encyclopaedia (1905; được biết đến ở Mỹ với tên Nelson's Encyclopaedia)
- Everyman Encyclopaedia (khoảng 1910)
- The Children's Encyclopedia (1911)
- The World Book Encyclopedia (1917)
- Encyclopedia International (1963)
- Encarta (1993; lấy nội dung từ Funk and Wagnalls)
- Encyclopedia of Life Support Systems
- Funk and Wagnalls (1912-2001?)

#### Bách khoa thư tiếng Anh Mỹ
- New International Encyclopaedia (1902)
- Collier's Encyclopedia (1951-1952)
- The Nuttall Encyclopaedia

#### Bách khoa thư tiếng Đức
- Meyers Konversations-Lexikon 4.ed. 1885-1892 Lưu trữ ngày 5 tháng 10 năm 2006 tại Wayback Machine
- Brockhaus (xuất bản lần thứ 15-20 đến năm 2000)
- Meyers Konversations-Lexikon (xuất bản lần thứ 6: 1902-1908; lần thứ 9 (cuối cùng): 1971-1979)
- Herders Konversations-Lexikon (xuất bản lần thứ 3: 1902-1907; lần thứ 5: 1952-1956)

#### Bách khoa thư tiếng Nga
- Đại Bách khoa toàn thư Xô viết (Большая советская энциклопедия) (xuất bản lần thứ nhất: 1926-1933), lần thứ 3 (cuối cùng): 1969-1978)

#### Bách khoa thư tôn giáo
- Jewish Encyclopedia (Bách khoa thư Do thái giáo) (1901-1906)
- Encyclopedia Judaica (Bách khoa thư Do thái giáo)
- Catholic Encyclopedia (Bách khoa thư Thiên chúa giáo) (1913)
- Schaff-Herzog Encyclopedia of Religious Knowledge (Bách khoa thư kiến thức tôn giáo Schaff-Herzog) (1914)
- Encyclopedia of Mormonism (Bách khoa thư Mormon giáo) (1992)
- Orthodox Encyclopedia (Bách khoa thư Chính thống giáo) (Serbe)

### Những bách khoa thư được xuất bản từ năm 2000 trở đi
- Wikipedia (2001 trở đi)
- Everything2
- Open Site (2002 trở đi)
- Free Encyclopedia of Articles Sorted By Rank

#### Bách khoa thư tiếng Tây Ban Nha
- Gran Enciclopedia Planeta (2004, Tây Ban Nha)

#### Bách khoa thư tiếng Nga
- Đại Bách khoa toàn thư Nga (Большая российская энциклопедия) (tập 1: 2004)

#### Trung Quốc đại bách khoa toàn thư
Trung Quốc đại bách khoa toàn thư gồm 80 quyển, mỗi quyển 1.200.000-1.500.000 chữ, phân quyển theo từng ngành khoa học, như "Triết học", "Luật học", "Lực học", "Toán học", "Vật lý học", "Hoá học", "Thiên văn học", vv.